# Korzyścienko
Korzyścienko (deutsch Neu Werder) ist ein Dorf in der Woiwodschaft Westpommern in Polen. Es liegt in der Gmina Kołobrzeg (Landgemeinde Kolberg).

## Geographische Lage
Das Dorf liegt in Hinterpommern, etwa 100 Kilometer nordöstlich von Stettin und etwa 2 Kilometer von der Ostsee entfernt. Nachbarorte sind im Westen und Norden der Badeort Grzybowo (Gribow), im Osten die Stadt Kołobrzeg (Kolberg), deren Stadtmitte etwa 5 Kilometer entfernt liegt, deren Stadtrandbebauung aber nahe rückt und deren Kläranlage unmittelbar angrenzt, und im Süden das Dorf Korzystno (Alt Werder).
Südlich des Dorfes verläuft die Bahnstrecke Koszalin–Goleniów (Bahnstrecke Köslin–Gollnow).

## Geschichte
Das Dorf wurde in den 1770er Jahren unter König Friedrich dem Großen angelegt. Friedrich der Große hatte dem Kolberger Rat befohlen, hier einen Handwerkerort für Wollspinner anzulegen. Die Gemarkung der neuen Siedlung wurde aus der Gemarkung des benachbarten Stadteigentumsdorfes Werder herausgelöst. Die neue Siedlung erhielt den Namen Neu Werder, das benachbarte Werder erhielt den Namen Alt Werder. Im Volksmund führte die neue Siedlung bis ins 19. Jahrhundert auch den Namen Spinndorf, wegen der dort angesiedelten Wollspinner.
Neu Werder wurde als ein Straßendorf angelegt. Um 1780 hatten sich im neu gegründeten Neu Werder zwölf Wollspinnerfamilien angesiedelt. Daneben gab es einen Holzwärterkaten und eine weitere Holzwärterwohnung, insgesamt also 14 Haushaltungen („Feuerstellen“). Bis in die Mitte des 19. Jahrhunderts stieg die Einwohnerzahl von Neu Werder. Doch gaben die Bewohner allmählich die Wollspinnerei auf und beschränkten sich auf die Landwirtschaft, die aber in der verhältnismäßig kleinen Gemarkung mit ihren sandigen bis moorigen Böden auch keine hohen Erträge brachte. Die Einwohnerzahl von Neu Werder sank so  allmählich wieder ab.
Vor 1945 bildete Neu Werder eine Landgemeinde im Kreis Kolberg-Körlin der preußischen Provinz Pommern. Es war die kleinste Landgemeinde des Kreises.
Nach 1945 kam Neu Werder, wie ganz Hinterpommern, an Polen. Es erhielt den polnischen Ortsnamen Korzyścienko.

## Entwicklung der Einwohnerzahlen
- 1816: 105[1]
- 1864: 141[1]
- 1885: 136[1]
- 1919: 090[1]
- 1939: 092[1]

## Wohnplatz Borkenrähm
In den Jahren 1846 und 1864 wurde der Holzwärterkaten Borkenrähm als ein Wohnplatz der Gemeinde Neu Werder geführt. Auf amtlichen Karten ist er nicht verzeichnet; seine Lage ist unbekannt.